# آکیوا یاگلوم
آکیوا یاگلوم (روسی: Аки́ва Моисе́евич Ягло́м؛ زاده ۶ مارس ۱۹۲۱ درگذشته ۱۳ دسامبر ۲۰۰۷) یک دانشمند در زمینه نظریه احتمالات و آشفتگی اهل روسیه بود.